# Idaea rectifaciens
Idaea rectifaciens là một loài bướm đêm trong họ Geometridae.